# Woolpit

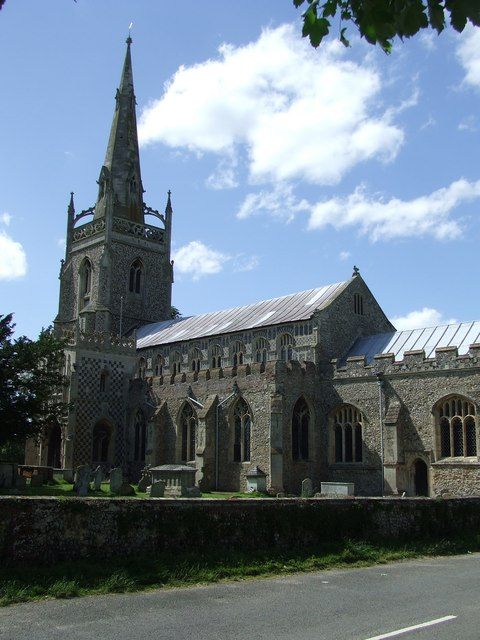
Woolpit - Igreja de Santa Maria

Woolpit é uma vila no condado inglês de Suffolk, a meio caminho entre as cidades de Bury St Edmunds e Stowmarket. Em 2007, tinha uma população de 2.030. É notável pela lenda do século XII das crianças verdes de Woolpit e pela sua igreja paroquial, que tem especialmente bom trabalho em madeira medieval. Administrativamente Woolpit é uma freguesia, parte do distrito de Mid Suffolk.
O nome da aldeia, registrado pela primeira vez no século X como Wlpit e mais tarde como Wlfpeta, deriva do wulf-pytt do inglês antigo, que significa "poço para lobos trapaceiros".